# Acrasiomycetes
Classe
Les Acrasiomycetes sont une classe de champignons de la division des Acrasiomycota selon MycoBank (28 juin 2013), ou de l’embranchement des Myxomycota selon ITIS (28 juin 2013). 
C’est un des trois groupes de Mycétozoaires, qui sont des organismes vivants pourvus d'un noyau et dont le cycle de vie est caractérisé par l'alternance de formes unicellulaires (ici l'amibe acrasiale et la spore) et de formes multicellulaires (ici la limace amibiale et le sporocarpe).[réf. nécessaire]

## Liste des ordres et familles
Selon ITIS (28 juin 2013) :
- ordre des Acrasiales

Selon NCBI (28 juin 2013) :
- ordre des Acrasida
  - famille des Acrasiaceae
  - famille des Guttulinaceae